# HP Mini 311
HP Mini 311 (иногда упоминается в прейскурантах под брендом Compaq) — портативный компьютер класса нетбук. 
Размер экрана 11,6" (1366x768). Зта модель примечательна использованной в ней системной логикой Nvidia ION, предоставляющей превосходящую большинство компьютеров в классе производительность, в особенности при воспроизведении HD-видео и в 3D-играх. 
В сочетании с небольшим для портативного компьютера весом и достойной производительностью, HP Mini 311 также имеет сравнительно высокую продолжительность работы от аккумулятора (порядка 4 часов).